# Igor Kováč
Igor Kováč, né le 12 mai 1969 à Krompachy, est un athlète slovaque, spécialiste du 110 m haies.

## Biographie
Il remporte la médaille de bronze sur 110 mètres haies aux Championnats du monde à Athènes en 1997.

### Palmarès
| Date | Compétition                    | Lieu     | Résultat | Épreuve     | Performance |
| ---- | ------------------------------ | -------- | -------- | ----------- | ----------- |
| 1994 | Championnats d'Europe en salle | Paris    | 5e       | 60 m haies  | 7 s 61      |
| 1997 | Championnats du monde en salle | Paris    | 5e       | 60 m haies  | 7 s 59      |
| 1997 | Championnats du monde          | Athènes  | 3e       | 110 m haies | 13 s 18     |
| 1999 | Championnats du monde en salle | Maebashi | 8e       | 60 m haies  | 7 s 81      |

## Meilleurs temps
- 60 m haies - 7 s 55
- 110 m haies - 13 s 13